# Liste des béatifications prononcées par François
Cette page dresse la liste des personnes béatifiées par le pape François.
C'est au terme d'un procès canonique sur la vie de celui mort en réputation de sainteté, puis au terme d'un procès sur un miracle lui étant attribué, qu'il revient au pape de décréter, par un bref pontifical, la béatification.
La messe de béatification en elle-même est en général présidée par le cardinal préfet de la Congrégation pour les causes des saints. À la différence de la canonisation, la béatification se veut locale, puisqu'elle n'étend pas le culte du nouveau bienheureux à l'Église universelle. C'est la raison pour laquelle les messes de béatifications sont célébrées dans le pays où le bienheureux a vécu.
Le pape François a décrété la béatification de 1 540 personnes, comme modèles évangéliques pour les croyants. Parmi eux, la part importante de 1 128 martyrs de la guerre d'Espagne au total.
Il est à ce jour le Pape ayant le plus grand nombre de béatifications à son actif.

## 2013
| N°  | Image    | Bienheureux                                  | Date de béatification | Lieu de béatification          | Informations |
| --- | -------- | -------------------------------------------- | --------------------- | ------------------------------ | --- |
| 1.  |          | Cristobal Fernandez de Vallodolid            | 7 avril 2013          | Cordoue, Espagne               | (1638-1690), prêtre espagnol. Après un temps passé comme ermite dans le désert de Cordoue, il fonda un hôpital, et donna naissance aux Franciscaines hospitalières de Jésus le Nazaréen pour l'aider dans son œuvre. |
| 2.  |          | Luca Passi                                   | 13 avril 2013         | Venise, Italie                 | (1789-1866), prêtre italien, fondateur de la Société Sainte-Dorothée pour l'éducation chrétienne et morale des jeunes enfants. |
| 3.  |          | Nicolas Rusca                                | 21 avril 2013         | Sondrio, Italie                | (1563-1618), prêtre suisse et martyr. Il tenta de maintenir dans la foi catholique la population par des prédications lors de la Réforme protestante, raison pour laquelle il fut enlevé et torturé à mort par un tribunal populaire protestant. |
| 4.  |          | Nhá Chica                                    | 4 mai 2013            | Baependi, Brésil               | (1810-1895), laïque brésilienne. Elle était au service des plus pauvres, était connu pour sa grande piété et recherché pour ses conseils. Elle fonda un sanctuaire marial avec l'aumône qu'elle recevait. |
| 5.  |          | Luigi Novarese                               | 11 mai 2013           | Rome, Italie                   | (1914-1984), prêtre italien. Guéri miraculeusement d'un mal incurable dans sa jeunesse, il consacra sa vie aux malades et à toute personne souffrante, en fondant de nombreuses œuvres et centres d'accueil destinés à les soulager, tout en leur faisant découvrir le rôle bénéfique que peut avoir la souffrance dans la vie spirituelle. |
| 6.  |          | Giuseppe Puglisi                             | 25 mai 2013           | Palerme, Italie                | (1935-1993), prêtre italien et martyr. Curé à Palerme, il tenta de ramener sur la bonne voie la jeunesse abandonnée aux griffes de la mafia, par des patronages. Opposant farouche de cette organisation criminelle, après plusieurs menaces, il fut finalement assassiné par la mafia. |
| 7   |          | Zofia Czeska                                 | 9 juin 2013           | Cracovie, Pologne              | (1584-1650), religieuse polonaise. Devenue veuve à 22 ans, elle vendit tous ses biens et transforma sa maison en école pour les enfants pauvres. Elle donna naissance à la Congrégation des Vierges de la Présentation de la Bienheureuse Vierge Marie pour la poursuite de son œuvre. |
| 8   |          | Marguerite Szewczyk                          | 9 juin 2013           | Cracovie, Pologne              | (1828-1905), religieuse polonaise, qui fonda la Congrégation des Franciscaines de Notre-Dame des Douleurs, destinée à l'accueil des nécessiteux et à l'enseignement. Elle fut l'exemple de ses sœurs. |
| 9.  |          | Odoardo Focherini                            | 15 juin 2013          | Carpi, Italie                  | (1907-1944), journaliste italien, époux et père de famille, résistant au nazisme, il fut déporté au camp de concentration d'Hersbruck, où il mourut, pour avoir sauvé une centaine de juifs. Il a été déclaré Juste parmi les nations. |
| 10. |          | Vladimir Ghika                               | 31 août 2013          | Bucarest, Roumanie             | (1873-1954), prêtre roumain et martyr. Passé de l'orthodoxie au catholicisme, il s'exerça comme missionnaire tout en restant laïc, multipliant les apostolats et les œuvres de charité en Europe. Devenu prêtre à 50 ans, il servit aussi bien les intellectuels que les pauvres, et le pape l'envoya aux 4 coins de la planète comme envoyé spécial. Sous le régime communiste roumain, il continua son ministère malgré l'interdiction, et mourut après plusieurs années de détention inhumaines et de tortures. |
| 11. |          | Antonio Franco                               | 2 septembre 2013      | Messine, Italie                | (1585-1626), évêque de Santa Lucia del Mela. Il vivait dans un grand dénuement, fuyait les cours royales qu'on lui proposait et dépensait tout son temps à visiter son diocèse, à former son clergé et à vivifier la foi des fidèles |
| 12. | framless | Maria Bolognesi                              | 7 septembre 2013      | Rovigo, Italie                 | (1924-1980), laïque italienne. Vivant dans la pauvreté et supportant beaucoup de souffrances, elle se consacra au catéchisme des enfants et fut notamment une grande mystique. |
| 13. |          | Joseph Gabriel du Rosaire Sainte depuis 2016 | 14 septembre 2013     | Villa Cura Brochero, Argentine | (1840-1914), prêtre argentin. Curé de Villa Transito, une paroisse immense, il la parcourut sans relâche pour raviver la foi de ses paroissiens et les aider dans leur quotidien (fit construire écoles, routes..) et fonda une maison d'exercices spirituels où il prêchait des retraites qui connurent un grand succès. |
| 14. |          | Thomas d'Olera                               | 21 septembre 2013     | Bergame, Italie                | (1563-1631), religieux capucin italien. Prédicateur de renom, fondateur de monastères, il fut un guide spirituel recherché des princes de son époque. Malgré les honneurs qu'on lui proposait il vivait dans une extrême pauvreté. Il est également connu pour avoir été un précurseur de la dévotion au Sacré-Cœur. |
| 15. |          | Miroslav Bulešić                             | 28 septembre 2013     | Istria, Croatie                | (1920-1947), prêtre croate et martyr. Remarqué par la police communiste pour son ministère actif et dynamique, malgré la persécution menée contre le clergé, il fut sauvagement assassiné dans son presbytère après une messe |
| 16. |          | Rolando Rivi                                 | 5 octobre 2013        | Modène, Italie                 | (1931-1944), jeune séminariste italien de 14 ans, battu puis assassiné par la milice communiste Triangolo della morte pour avoir refusé d'enlever sa soutane. |
| 17. |          | 522 martyrs de la guerre d'Espagne           | 13 octobre 2013       | Tarragone, Espagne             | Groupe composé d'évêques, de prêtres, de religieuses et de laïcs espagnols, exécutés par les miliciens républicains lors de la persécution religieuse menée pendant la guerre d'Espagne entre 1936 et 1939. |
| 18. | framless | István Sándor                                | 19 octobre 2013       | Budapest, Hongrie              | (1914-1953), religieux salésien hongrois et martyr. Sous le régime communiste, il mène son ministère dans la clandestinité, enseignant le catéchisme aux jeunes, bien que ce soit au péril de sa vie. Démasqué, il est emprisonné, torturé, avant de mourir pendu. |
| 19. |          | Marie-Thérèse Bonzel                         | 10 novembre 2013      | Paderborn, Allemagne           | (1830-1905), religieuse allemande, fondatrice des Pauvres sœurs Franciscaines de l'Adoration Perpétuelle pour la prise en charge et l'éducation des orphelins. |

## 2014
| N°  | Image    | Bienheureux                     | Date de béatification | Lieu de béatification    | Informations |
| --- | -------- | ------------------------------- | --------------------- | ------------------------ | --- |
| 1.  |          | Marie-Christine de Savoie       | 25 janvier 2014       | Naples, Italie           | (1812-1836), fille du roi Victor-Emmanuel Ier de Sardaigne et de l'archiduchesse Marie-Thérèse d'Autriche, princesse de Modène, princesse du royaume de Sardaigne,reine des Deux-Siciles par son mariage avec le roi Ferdinand II des Deux-Siciles. Elle mourut en mettant au monde l'héritier du trône. Malgré les souffrances et les humiliations, elle resta digne et pieuse, et se préoccupait plus des misères des autres que des siennes |
| 2.  |          | Giuseppe Girotti                | 26 avril 2014         | Alba, Italie             | (1905-1945), prêtre dominicain et martyr. Bibliste et professeur, il organisa un réseau d'aide aux juifs persécutés sous l'occupation fasciste. Déporté au camp de concentration de Dachau, il soutient jusqu'à sa mort ses codétenus. A reçu le titre de Juste parmi les nations. |
| 3.  |          | Anton Durcovici                 | 17 mai 2014           | Iași, Roumanie           | (1888-1951), évêque d'Iași et martyr. Sous le régime communiste, il fut arrêté à cause de son état épiscopal, et jeté dans la prison de Lighet, où il vivra dans des conditions inhumaines et au rythme des tortures jusqu'à sa mort, en restant fidèle à sa foi chrétienne. |
| 4.  |          | Mario Vergara                   | 24 mai 2014           | Aversa, Italie           | (1910-1950), prêtre italien et martyr. Missionnaire en Birmanie, il surmonta de nombreux dangers pour apporter la foi chrétienne au peuple birman. Il fut toutefois assassiné avec son catéchiste, Isidore Ngei Ko Lat, par un groupe de rebelles qui ne supportaient pas cette nouvelle religion. |
| 5.  | framless | Isidore Ngei Ko Lat             | 24 mai 2014           | Aversa, Italie           | (1918-1950), catéchiste birman et martyr, il fut assassiné avec Mario Vergara par un groupe de rebelles, parce qu'ils étaient chrétiens |
| 6.  | framless | Speranza de Jésus               | 31 mai 2014           | Collevalenza, Italie     | (1893-1983), religieuse espagnole. Elle fonda la Congrégation des Servantes de l'Amour miséricordieux puis celle des Fils de l'Amour miséricordieux. Elle donna aussi naissance à un imposant sanctuaire à Collevalenza, en Ombrie. Sujette à des extases, des bilocations et des attaques du diable, sa vie mystique ne l'empêchait pas de se dévouer aux plus nécessiteux.                                                                   |
| 7.  | framless | Paul Ji-Chung et 123 compagnons | 16 août 2014          | Séoul, Corée du Sud      | Groupe de 124 martyrs coréens, emprisonnés, torturés et exécutés pour avoir refusé de renier leur foi chrétienne, au cours des persécutions menées pendant la période Joseon entre 1791 et 1860. |
| 8.  |          | Giovannina Franchi              | 20 septembre 2014     | Côme, Italie             | (1807-1872), religieuse italienne, fondatrice des Sœurs Hospitalières de Notre Dame des Douleurs, destinées à soigner les indigents et à venir en aide aux plus nécessiteux. Victime de sa charité, elle mourut après avoir contracté la fièvre d'un des malades dont elle s'occupait. |
| 9.  |          | Álvaro del Portillo             | 27 septembre 2014     | Madrid, Espagne          | (1914-1994), prêtre espagnol. Disciple de saint Josemaría Escrivá, il lui succéda à sa mort à la tête de l'Opus Dei. Pendant plus de 20 ans il développa considérablement l'œuvre et parcourut le monde pour exhorter les chrétiens à la sainteté. |
| 10. |          | Marie Thérèse Demjanovich       | 4 octobre 2014        | Newark, États-Unis       | (1901-1927), religieuse américaine, des Sœurs de la charité de Sainte-Élisabeth. Elle mena une vie discrète, bien que remarquable dans sa vie ordinaire et dans la maladie, qu'elle supporta avec patience et générosité. Elle laissa de nombreux écrits, tirés de son intense vie mystique. |
| 11. |          | Francesco Zirano                | 12 octobre 2014       | Sassari, Italie          | (1564-1603), prêtre franciscain italien et martyr. Parti dans l'actuelle Algérie pour obtenir la libération des chrétiens prisonniers, il est arrêté et torturé à mort pour avoir refusé d'embrasser l'islam. |
| 12. |          | Paul VI Saint depuis 2018       | 19 octobre 2014       | Cité du Vatican          | (1897-1978), Pape. Bras droit de Pie XII, puis archevêque de Milan, il fut élu pape en 1963. Il mena à bien le Concile Vatican II, pour l'ouverture de l'Église au monde moderne, lança de nombreuses réformes, entama les voyages pontificaux et développa le dialogue avec les autres religions, et ce malgré une mauvaise presse et de nombreuses critiques.                                                                                |
| 13. |          | Assunta Marchetti               | 25 octobre 2014       | São Paulo, Brésil        | (1871-1948), religieuse italienne. Missionnaire au Brésil, elle fonda la Congrégation des sœurs missionnaires de saint Charles Borromée, pour venir en aide aux immigrés italiens. |
| 14. |          | Pedro Asúa Mendía               | 1er novembre 2014     | Vitoria-Gasteiz, Espagne | (1890-1936), prêtre espagnol et martyr. Au cours de la guerre d'Espagne, il poursuivit au péril de sa vie son ministère sacerdotal, jusqu'à ce qu'il soit arrêté puis fusillé par les miliciens républicains. |

## 2015
| N°  | Image | Bienheureux                                 | Date de béatification | Lieu de béatification   | Informations |
| --- | ----- | ------------------------------------------- | --------------------- | ----------------------- | --- |
| 1.  |       | Élisabeth Turgeon                           | 26 avril 2015         | Rimouski, Canada        | (1840-1881), religieuse canadienne, fondatrice des sœurs de Notre Dame du saint Rosaire, pour l'éducation des enfants pauvres. C'est au prix de beaucoup de fatigues et d'épreuves qu'elle tenta de soulager la misère humaine de la population, par l'établissement de sa congrégation et d'écoles. |
| 2.  |       | Louis Bordino                               | 2 mai 2015            | Turin, Italie           | (1922-1977), religieux italien, des Frères de saint-Joseph-Benoît Cottolengo. D'abord officier, il fut prisonnier pendant la Seconde Guerre mondiale et déporté dans des conditions inhumaines, où il fut remarquable par sa foi et l'aide qu'il apporta à ses codétenus. Libéré, il se fit religieux et travailla comme infirmier et chirurgien jusqu'à sa mort avec un grand dévouement, alors qu'il était lui-même atteint d'une lourde maladie. |
| 3.  |       | Louis Caburlotto                            | 16 mai 2015           | Venise, Italie          | (1817-1897), prêtre italien. Son souci de la jeunesse pauvre le poussa à créer des écoles de fortune puis se lança dans la fondation de la Congrégation des Filles de saint Joseph de Caburlotto. Il mena également de nombreuses missions pour la rechristianisation de la population. |
| 4.  |       | Óscar Romero Saint depuis 2018              | 23 mai 2015           | San Salvador, Salvador  | (1917-1980), archevêque de San Salvador et martyr. Sous la junte, il défendit activement la population persécutée par le régime, notamment les paysans, bien conscient que s'était au péril de sa vie. Victime d'intimidations, de menaces et de calomnies, il fut aussi incompris par une partie du clergé. Romero fut assassiné en pleine messe par un escadron de la mort.                                                                       |
| 5.  |       | Irene Stefani                               | 23 mai 2015           | Nyeri, Kenya            | (1891-1930), religieuse italienne, des Sœurs Missionnaires de la Consolata. Missionnaire au Kenya, elle se dévoua tant à la population, par de l'aide matérielle, éducative et spirituelle, qu'elle était surnommée « mère ». Victime de sa charité, elle mourut d'une maladie contagieuse qu'elle avait contractée lors d'une de ses visites aux malades.                                                                                          |
| 6.  |       | Louis-Édouard Cestac                        | 31 mai 2015           | Bayonne, France         | (1801-1868), prêtre français. Vicaire de la cathédrale de Bayonne, il se dévoua aux enfants des rues et aux prostituées, et fonda la Congrégation des Servantes de Marie d'Anglet pour la poursuite de son œuvre. |
| 7.  |       | Flavien Michel Melki                        | 29 août 2015          | Harissa, Liban          | (1858-1915), évêque assyrien de Gazireh et martyr. Au cours du génocide assyrien, il fut durement persécuté mais continua son ministère jusqu'à ce qu'il se fasse arrêter par les ottomans, qui le firent décapiter parce qu'il avait refuser d'embrasser l'islam. |
| 8.  |       | Fidela Oller                                | 5 septembre 2015      | Gérone, Espagne         | (1869-1936), religieuse espagnole, de la congrégation des Sœurs de Saint Joseph de Gérone, torturée et tuée durant la guerre d'Espagne, à cause de son état de religieuse. |
| 9.  |       | Josefa Monrabal                             | 5 septembre 2015      | Gérone, Espagne         | (1901-1936), religieuse espagnole, de la congrégation des Sœurs de Saint Joseph de Gérone, torturée et tuée durant la guerre d'Espagne, à cause de son état de religieuse. |
| 10. |       | Facunda Margenat                            | 5 septembre 2015      | Gérone, Espagne         | (1876-1936), religieuse espagnole, de la congrégation des Sœurs de Saint Joseph de Gérone, elle fut dénoncée aux miliciens républicains, qui la torturèrent jusqu'à la mort, à cause de son état de religieuse. |
| 11. |       | Benedict Daswa                              | 13 septembre 2015     | Limpopo, Afrique du Sud | (1946-1990), laïc sud-africain et martyr. Instituteur, époux et père de famille, il fut un homme respecté dans sa communauté pour l'intégrité de sa foi chrétienne. Il fut lynché par une foule déchaînée parce qu'il refusait de coopérer et de financer leurs rites animistes, par fidélité au Christ. |
| 12. |       | Pio Alberto del Corona                      | 19 septembre 2015     | San Miniato, Italie     | (1837-1912), évêque italien. Religieux dominicain, il fonda la Congrégation des Dominicaines du Saint Esprit de Florence et fut évêque de San Miniato. |
| 13. |       | Ludwika Szczęsna                            | 27 septembre 2015     | Cracovie, Pologne       | (1863-1916), religieuse polonaise. Cofondatrice des Servantes du Sacré Cœur de Jésus de Cracovie, avec saint Józef Sebastian Pelczar. Elle se dévoua beaucoup pour les ouvriers et fut la mère de ses religieuses, qu'elle guidait surtout par l'exemple. |
| 14. |       | Pio Heredia Zubia et 17 compagnons          | 3 octobre 2015        | Santander, Espagne      | religieux cisterciens espagnols, martyrs de la guerre d'Espagne. |
| 15. |       | Marie Thérèse Casini                        | 31 octobre 2015       | Frascati, Italie        | (1864-1937), religieuse italienne. Elle mit en œuvre des initiatives pour favoriser les vocations à la prêtrise et soutenir les jeunes garçons trop pauvres pour réaliser ce projet. Elle fonda notamment les oblates du Sacré Cœur de Jésus pour perdurer ses travaux en faveur du sacerdoce, et pour prier pour la sanctification des prêtres. |
| 16. |       | François de Paule Victor                    | 14 novembre 2015      | Três Pontas, Brésil     | (1827-1905), prêtre brésilien. Curé de Três Pontas pendant 53 ans, il dut subir de nombreuses humiliations et rejets à cause de sa couleur. Il se dévoua beaucoup aux pauvres, créa une école pour leurs enfants, organisa diverses initiatives pour raviver une vie chrétienne plus authentique chez ses paroissiens, et construisit une église devenue basilique. C'est surtout par l'exemple qu'il ramena un bon nombre de personnes à l'église. |
| 17. |       | Frederico Tarrés Puigpelat et 25 compagnons | 21 novembre 2015      | Barcelone, Espagne      | prêtres et frères mineurs capucins, martyrs de la guerre d'Espagne. |
| 18. |       | Michal Tomaszek                             | 5 décembre 2015       | Chimbote, Pérou         | (1960-1991), prêtre franciscain polonais. Missionnaire au Pérou, il poursuivit son ministère auprès de la population malgré le climat d'instabilité et les menaces. Il fut assassiné par des miliciens du Sentier lumineux, parce qu'il était un religieux chrétien. |
| 19. |       | Zbigniew Strzałkowski                       | 5 décembre 2015       | Chimbote, Pérou         | (1958-1991), prêtre franciscain polonais. Missionnaire au Pérou, il poursuivit son ministère auprès de la population malgré le climat d'instabilité et les menaces. Il fut assassiné par des miliciens du Sentier lumineux, parce qu'il était un religieux chrétien. |
| 20. |       | Alessandro Dordi                            | 5 décembre 2015       | Chimbote, Pérou         | (1931-1991), prêtre italien. Missionnaire au Pérou, il poursuivit son ministère et son action sociale auprès de la population malgré le climat d'instabilité et les menaces. Il fut assassiné par des miliciens du Sentier lumineux, parce qu'il était un religieux chrétien. |

## 2016
| N°  | Image | Bienheureux                                        | Date de béatification | Lieu de béatification          | Informations |
| --- | ----- | -------------------------------------------------- | --------------------- | ------------------------------ | --- |
| 1.  |       | Valentín Palencia et 4 compagnons                  | 23 avril 2016         | Burgos, Espagne                | (1871-1937), prêtre espagnol, éducateur d'enfants et de jeunes, assassiné avec 4 jeunes durant la guerre d'Espagne, en haine de leur foi catholique. |
| 2.  |       | François Marie Greco                               | 21 mai 2016           | Cosenza, Italie                | (1857-1931), prêtre italien. Curé d'Acri, la misère spirituelle de la population le pousse à un grand travail de catéchiste, fondateur des petites ouvrières des Sacrés-Cœurs pour l'aider dans cette tâche immense. |
| 3.  |       | Giacomo Abbondo                                    | 11 juin 2016          | Verceil, Italie                | (1720-1788), prêtre italien. Curé de Tronzano Vercellese, il organisa des missions et des retraites pour ramener ses paroissiens à la pratique religieuse, se dévoua beaucoup à la jeunesse et passait chaque jour plusieurs heures au confessionnal.                                                                     |
| 4.  |       | Caroline Santocanale                               | 12 juin 2016          | Monreale, Italie               | (1852-1923), religieuse italienne, fondatrice des capucines de l'Immaculée de Lourdes. |
| 5.  |       | Marie Céleste Crostarosa                           | 18 juin 2016          | Foggia, Italie                 | (1696-1755), religieuse italienne. À la suite d'une série d'expériences mystiques, elle fonda, avec l'aide de saint Alphonse de Liguori, l'ordre du Très Saint Rédempteur. Elle mena dès lors une vie contemplative et fut l'exemple de vie religieuse pour ses sœurs.                                                    |
| 6.  |       | María Antonia de Paz y Figueroa Sainte depuis 2024 | 27 août 2016          | Santiago del Estero, Argentine | (1730-1799), religieuse argentine. Elle collabora avec les jésuites dans leurs travaux missionnaires pour évangéliser la population, popularisa les exercices spirituels et les filles du Divin Sauveur. |
| 7.  |       | Władysław Bukowiński                               | 11 septembre 2016     | Karaganda, Kazakhstan          | (1904-1974), prêtre ukrainien. Missionnaire dans les pays de l'Asie soviétique, il produisit un épuisant et dangereux travail apostolique dans des territoires hostiles, pour maintenir la foi chrétienne sous les régimes communistes athées qui interdisaient toute pratique religieuse.                                |
| 8.  |       | Elisabetta Sanna                                   | 17 septembre 2016     | Codrongianos, Italie           | (1788-1857), laïque italienne. Tertiaire franciscaine, elle mène une vie très chrétienne tout en éduquant ses cinq enfants. Devenue veuve, elle multiplie ses œuvres de charité, avant de s'installer à Rome où elle fut la collaboratrice de saint Vincent Pallotti et l'un des premiers membres de l'Action catholique. |
| 9.  |       | Engelmar Unzeitig                                  | 24 septembre 2016     | Wurtzbourg, Allemagne          | (1911-1945), prêtre allemand. Sa défense des juifs le conduit en déportation, au camp de concentration de Dachau, où il soutient spirituellement les chrétiens, donne ses rations aux plus affamés et prend soin des malades, desquels il attrapa le typhus et en mourut. Il était surnommé « l'ange de Dachau ».         |
| 10. |       | Genaro Fueyo Castañón et 3 compagnons              | 8 octobre 2016        | Oviedo, Espagne                | Martyrs de la guerre d'Espagne |
| 11. |       | José Antón Gómez et 3 compagnons                   | 29 octobre 2016       | Madrid, Espagne                | Martyrs de la guerre d'Espagne |
| 12. |       | Martyrs d'Albanie                                  | 5 novembre 2016       | Shkodër, Albanie               | Groupe de 38 martyrs, composé d'évêques, de prêtres, d'une novice et de laïcs albanais, emprisonnés, torturés et assassinés au cours des persécutions menées par la République populaire socialiste d'Albanie contre le clergé, entre 1945 et 1974.                                                                       |
| 13. |       | Marie-Eugène de l'Enfant-Jésus                     | 19 novembre 2016      | Avignon, France                | (1894-1967), prêtre carme français. Prédicateur et maître de vie spirituelle reconnu, auteur d'ouvrage et définiteur de son ordre, il fonda également l'Institut Notre-Dame de Vie, ouverte aux laïcs comme aux consacrés, pour leur permettre de vivre une vie d'oraison tout en restant dans le monde.                  |
| 14. |       | Martyrs du Laos                                    | 11 décembre 2016      | Vientiane, Laos                | Groupe de 11 prêtres missionnaires européens, 1 prêtre laotien et 5 laïcs laotiens, exécutés au Laos entre 1954 et 1970 la plupart du temps par des guérillas communistes, du fait de leur religion chrétienne. |

## 2017
| N°  | Image    | Bienheureux                              | Date de béatification | Lieu de béatification     | Informations |
| --- | -------- | ---------------------------------------- | --------------------- | ------------------------- | --- |
| 1.  |          | Justo Takayama                           | 7 février 2017        | Osaka, Japon              | (1552-1615), samouraï et daimyo japonais, martyr. Converti au catholicisme, il fut exilé aux Philippines à cause de sa foi, où il mourut dans le dénuement. |
| 2.  |          | Josef Mayr-Nusser                        | 18 mars 2017          | Bolzano, Italie           | (1910-1945), époux et père de famille allemand. Militant catholique et résistant face au nazisme, il fut incorporé de force à la Waffen-SS. Ayant refusé de prêter serment à Hitler, par fidélité au Christ, sa profession de foi lui coûta la vie. Il fut déporté vers Dachau, et mourut dans les wagons à bestiaux lors du trajet. |
| 3.  |          | José Álvarez Benavides et 114 compagnons | 25 mars 2017          | Almería, Espagne          | Groupe de martyrs de la guerre d'Espagne, composés d'évêques, de prêtres, de religieuses et de laïcs, assassinés par les miliciens républicains à cause de leur foi, entre 1936 et 1939. |
| 4.  |          | Louis-Antoine Ormières                   | 22 avril 2017         | Oviedo, Espagne           | (1809-1890), prêtre français. Il s'employa à raviver la foi dans les campagnes, notamment auprès de la jeunesse, par diverses manières. Pour l'aider dans son œuvre il fonda la Congrégation des sœurs de l'Ange Gardien, destinée au catéchisme, à l'éducation et aux patronages. Il risqua plusieurs fois sa vie pour venir en aide aux malades lors d'épidémies.                                                                                               |
| 5.  |          | Léopoldine Naudet                        | 29 avril 2017         | Vérone, Italie            | (1773-1834), religieuse italienne, fondatrice des sœurs de la Sainte Famille de Vérone pour l'éducation des jeunes filles. |
| 6.  |          | Antonio Arribas et 6 compagnons          | 6 mai 2017            | Gérone, Espagne           | 7 Missionnaires du Sacré-Cœur, assassinés le 29 septembre 1936 pendant la guerre d'Espagne, à cause de leur état de religieux. |
| 7.  |          | John Sullivan                            | 13 mai 2017           | Dublin, Irlande           | (1861-1933), prêtre jésuite irlandais. Elevé dans la tradition protestante, après une jeunesse frivole, sa soif de sens le pousse à diverses expériences avant de devenir catholique. Ordonné prêtre à 46 ans, il fut dès lors directeur spirituel dans un collège, et devint un guide recherché. De nombreuses personnes se pressèrent auprès de lui pour recevoir conseils et prières, et les témoignages rapportent de nombreux cas de guérisons.              |
| 8.  |          | Itala Mela                               | 10 juin 2017          | La Spezia, Italie         | (1904-1957), laïque italienne, oblate bénédictine. Militante catholique et théologienne, elle est connue pour sa grande vie mystique. Elle laisse derrière elle de nombreux écrits, notamment sur la Trinité. Elle était également engagée auprès des plus pauvres et écrivit une série d'exercices spirituels qui eurent du succès. |
| 9.  |          | Teofilius Matulionis                     | 25 juin 2017          | Vilnius, Lituanie         | (1873-1962), archevêque lituanien et martyr. Victime de la persécution antireligieuse du régime communiste en URSS, il fut emprisonné de nombreuses fois, et déporté en Sibérie pendant de longues années. Malgré les conditions inhumaines dans lesquelles il vivait, il resta fidèle à sa foi chrétienne et tentait de soulager ses codétenus. Libéré à la fin de sa vie, il s'occupa activement de son diocèse, avant d'être empoisonné par la police secrète. |
| 10. |          | Jesús Emilio Jaramillo Monsalve          | 8 septembre 2017      | Villavicencio, Colombie   | (1916-1989), évêque colombien et martyr. Après avoir été à la tête de son institut religieux, il dirigea le diocèse d'Arauca ; face aux troubles politiques et aux guérillas qui secouèrent la Colombie, il prit toujours le parti des opprimés, des paysans persécutés et prônait la paix. Gênant pour les milices armées, il fut enlevé, torturé et sauvagement assassiné par l'Armée de libération nationale.                                                  |
| 11. | framless | Pedro María Ramírez Ramos                | 8 septembre 2017      | Villavicencio, Colombie   | (1899-1948), prêtre colombien et martyr. Alors que sa vie était menacée à cause de son ministère de prêtre pendant la Violencia, il continua ses activités sacerdotales, bien conscient que c'était au péril de sa vie. Il fut lynché par une foule en rage, menée par des miliciens anticléricaux. |
| 12. | framless | Stanley Rother                           | 23 septembre 2017     | Oklahoma City, États-Unis | (1935-1981), prêtre américain et martyr. Missionnaire au Guatemala, il vécut auprès des Indiens, auxquels il apporta une aide humanitaire, éducative et religieuse. Devenu médiatique par ses succès pastoraux, il profita de sa notoriété pour condamner les injustices touchant les peuples indigènes. Menacé par un escadron de la mort, il poursuivit ses activités malgré le danger, mais fut finalement abattu par des militaires à la sortie d'une messe.  |
| 13. |          | Tito Zeman                               | 30 septembre 2017     | Bratislava, Slovaquie     | (1915-1969), prêtre slovaque salésien et martyr. Sous le régime communiste, il envoya clandestinement des jeunes séminaristes en Italie afin qu'ils puissent étudier et devenir prêtre, chose alors interdite en Slovaquie. Démasqué, il fut emprisonné de longues années, et mourut peu après sa libération des suites des mauvais traitements subis. |
| 14. | framless | Arsène de Trigolo                        | 7 octobre 2017        | Milan, Italie             | (1849-1909), prêtre italien. D'abord jésuite, où il s'exerça comme directeur spirituel, il fonda la Congrégation des sœurs de Marie Consolatrice, pour venir en aide aux jeunes filles défavorisées et les éduquer dans la foi chrétienne. À la fin de sa vie, il devint capucin, se consacrant à la prédication et à la confession. |
| 15. |          | Mateu Casals et 108 compagnons           | 21 octobre 2017       | Barcelone, Espagne        | Groupe de martyrs espagnols, composé de 109 prêtres et séminaristes clarétins, qui furent exécutés entre 1936 et 1937 au cours de la guerre civile, pour le seul motif d'être des religieux |
| 16. | framless | Giovanni Schiavo                         | 28 octobre 2017       | Caxias do Sul, Brésil     | (1903-1967), prêtre italien de la Société de Saint-Joseph. Missionnaire au Brésil, il y eut la réputation d'être un maître de vie spirituelle, fonda des communautés religieuses, et fut considéré par beaucoup comme un saint dès son vivant pour sa piété et son zèle. |
| 17. |          | Rani Maria Vattalil                      | 4 novembre 2017       | Indore, Inde              | (1954-1995), religieuse indienne, des Franciscaines clarisses et martyre. Engagée auprès des plus pauvres, elle prit leur défense face aux grands propriétaires qui les exploitait, raison pour laquelle elle fut sauvagement assassinée. |
| 18. |          | Vicenç Queralt Lloret et 59 compagnons   | 11 novembre 2017      | Madrid, Espagne           | Prêtres et religieux lazaristes et 6 laïcs assassinés dans le cadre de la persécution menée contre le clergé pendant la guerre d'Espagne |
| 19. |          | Solanus Casey                            | 18 novembre 2017      | Détroit, États-Unis       | (1870-1957), prêtre capucin américain. Apprécié et recherché pour ses conseils, il ramena un grand nombre de personnes à la foi chrétienne, et fit preuve d'un grand dévouement auprès des plus pauvres. |
| 20. |          | Catherine de Marie Rodríguez             | 25 novembre 2017      | Cordoba, Argentine        | (1823-1896), religieuse argentine. Mariée et mère de 2 enfants malgré son désir de vie religieuse, une fois devenue veuve, elle se lança dans l'apostolat et fonda la Congrégation des Servantes du Cœur de Jésus de Córdoba, premier institut de religieuses non cloîtrées en Argentine. |

## 2018
| N°  | Image    | Candidats à la béatification           | Date de béatification | Lieu de béatification                   | Informations |
| --- | -------- | -------------------------------------- | --------------------- | --------------------------------------- | --- |
| 1.  |          | Teresio Olivelli                       | 3 février 2018        | Vigevano, Italie                        | (1916-1945), laïc italien et martyr. Officier et résistant, après plusieurs emprisonnements il fut déporté au camp de concentration d'Hersburck, où il mourut sous les coups d'un kapo pour avoir protégé l'un de ses codétenus. |
| 2.  |          | Lucien Botovasoa                       | 15 avril 2018         | Vohipeno, Madagascar                    | (1908-1947), laïc malgache et martyr. Époux et père de famille, il était instituteur et eut un grand rayonnement comme catéchiste. Lors de l'indépendance, il fut lynché pour sa foi chrétienne, faussement accusé d'être le complice des colonisateurs français. |
| 3.  |          | Hanna Chrzanowska                      | 28 avril 2018         | Cracovie, Pologne                       | (1902-1973), infirmière polonaise et oblate bénédictine, elle fit preuve d'un grand dévouement pour les malades et les plus nécessiteux, notamment lors de la Seconde guerre mondiale et sous le régime communiste. |
| 4.  | framless | János Brenner                          | 1er mai 2018          | Szombathely, Hongrie                    | (1931-1957), prêtre hongrois, martyrisé sous le régime communiste pour avoir continué son ministère. Il fut pris dans une embuscade alors qu'il pensait venir donner l'extrême-onction à un mourant, et protégea l'hostie qu'il avait apporté malgré les coups ; elle fut retrouvée dans sa main lors de la découverte de son cadavre mutilé. |
| 5.  |          | Clara Fey                              | 5 mai 2018            | Aix-la-Chapelle, Allemagne              | (1815-1894), religieuse allemande, fondatrice des Sœurs du Pauvre Enfant Jésus. |
| 6.  |          | Leonella Sgorbati                      | 26 mai 2018           | Plaisance, Italie                       | (1940-2006), religieuse italienne, missionnaire au Kenya où elle travailla comme infirmière. Malgré les menaces pour sa vie, elle préféra rester auprès de la population qu'elle servait pour le Christ. Elle fut assassinée en Somalie par des extrémistes islamistes, parce qu'elle était religieuse. En agonisant elle dira : « Je pardonne, je pardonne. »                                                                                                |
| 7.  |          | Maria Gargani                          | 2 juin 2018           | Naples, Italie                          | (1892-1973), religieuse italienne. Fille spirituelle de Padre Pio, elle fonda la Congrégation des Sœurs apôtres du Sacré-Cœur, pour « boucher le manque là où les prêtres sont absents ». Son intense vie spirituelle et son dévouement fit d'elle l'exemple de ses sœurs. |
| 8.  | framless | Marie de la Conception                 | 10 juin 2018          | Agen, France                            | (1789-1828), religieuse française, fondatrice des Filles de Marie Immaculée |
| 9.  |          | Carmen Rendiles Martínez               | 16 juin 2018          | Caracas, Venezuela                      | (1903-1977), religieuse vénézuélienne. Fondatrice et supérieure générale des servantes de Jésus du Venezuela, elle donna naissance à de nombreux collèges. Malgré son handicap - il lui manquait le bras droit - elle était d'une grande activité et s'efforçait de donner l'exemple à ses religieuses par une vie pieuse et joyeuse. |
| 10. |          | Maria Felicia de Jésus Sacrement       | 23 juin 2018          | Asunción, Paraguay                      | (1925-1959), religieuse carmélite paraguayenne. Dès son adolescence elle fut un membre actif de l'Action catholique. Elle préféra sacrifier son amour pour un jeune homme pour devenir religieuse, afin de consacrer sa vie à sauver les âmes. Elle devint carmélite, où elle aurait mené une vie « angélique », avant de succomber à la maladie, à 34 ans.                                                                                                   |
| 11. |          | Anna Kolesárová                        | 1er septembre 2018    | Košice, Slovaquie                       | (1928-1944), laïque slovaque, martyre de la pureté. Jeune fille pieuse, elle fut assassinée par un soldat soviétique à 16 ans pour avoir refusé ses avances, afin de conserver sa chasteté. |
| 12. |          | Alphonse-Marie Eppinger                | 9 septembre 2018      | Strasbourg, France                      | (1814-1867), religieuse française. Elle vécut d'abord dans la maladie, où elle aurait été favorisée de dons mystiques. À la suite de sa guérison, elle fonda la Congrégation des sœurs du Très Saint Sauveur, qu'elle mena avec humilité jusqu'à sa mort. |
| 13. |          | Veronica Antal                         | 22 septembre 2018     | Nisiporeşti, Roumanie                   | (1935-1958), jeune roumaine, martyre de la pureté. Elle vivait comme une religieuse chez elle, partageant sa vie entre les travaux, la prière et l'apostolat. En rentrant de la messe, un jeune homme lui fit des avances, qu'elle refusa « parce qu'elle était l'épouse de Jésus » (du fait de son vœu de chasteté), et préféra se laisser violemment poignarder par le jeune homme excédé, plutôt que de céder à ce qu'elle concevait comme une infidélité. |
| 14. |          | Jean-Baptiste Fouque                   | 30 septembre 2018     | Marseille, France                       | (1851-1926), prêtre français, acteur social, engagé auprès des enfants des rues et des plus pauvres, il est notamment connu pour avoir été le fondateur de l'hôpital Saint-Joseph, qui existe toujours aujourd'hui. |
| 15. |          | Tiburcio Arnaiz Muñoz                  | 20 octobre 2018       | Malaga, Espagne                         | (1865-1926), prêtre jésuite espagnol. Prédicateur de renom, confesseur recherché, il tenta de raviver la foi dans les campagnes, et fonda la Congrégation des Missionnaires rurales de la Doctrine pour perdurer son œuvre. |
| 16. |          | Tullio Maruzzo                         | 27 octobre 2018       | Morales, Guatemala                      | (1929-1981), prêtre franciscain italien, il fut missionnaire au Guatemala, où il fut assassiné par la guérilla marxiste à cause de son ministère de prêtre. |
| 17. |          | Luis Obdulio Arroyo Navarro (en)       | 27 octobre 2018       | Morales, Guatemala                      | (1950-1981), laïc guatémaltèque, catéchiste et compagnon du Père Maruzzo, il fut assassiné par la guérilla marxiste en raison de sa foi chrétienne. |
| 18. | framless | Clelia Merloni                         | 3 novembre 2018       | Rome, Italie                            | (1861-1930), religieuse italienne, qui fonda la Congrégation des Apôtres du Sacré Cœur de Jésus pour venir en aide aux émigrés italiens. |
| 19. |          | Michel Giedrojć                        | 7 novembre 2018       | Sans objet (béatification équipollente) | (1420-1485), prêtre polonais membre des chanoines réguliers de la pénitence des martyrs. Il s'imposa une vie très austère, faites de nombreuses mortifications, et était particulièrement réputé pour son don de prédication et ses miracles. |
| 20. |          | Teodoro Ilma del Olmo et 15 compagnons | 10 novembre 2018      | Barcelone, Espagne                      | Religieux de la Congrégation de saint-Pierre-aux-Liens torturés puis exécutés en raison de leur état de religieux lors de la persécution pendant la guerre d'Espagne entre 1936 et 1937. |
| 21. |          | Martyrs d'Algérie                      | 8 décembre 2018       | Oran, Algérie                           | Groupe de 19 religieux, parmi lesquels les moines de Tibéhirine, qui refusèrent d'abandonner leur ministère pendant la guerre civile algérienne et de se mettre à l'abri, et qui furent assassinés entre 1994 et 1996 par des groupes islamistes, parce qu'ils étaient des religieux chrétiens. |

## 2019
| N°  | Image    | Bienheureux                                   | Date de béatification | Lieu de béatification          | Informations |
| --- | -------- | --------------------------------------------- | --------------------- | ------------------------------ | --- |
| 1.  |          | Angel Cuartas Cristobal et 8 compagnons       | 9 mars 2019           | Oviedo, Espagne                | Groupe de séminaristes martyrs, tués à Oviedo entre 1934 et 1937 par les miliciens républicains, parce qu'ils étaient candidats au sacerdoce. |
| 2.  | framless | Mariano Mullerat i Soldevila                  | 23 mars 2019          | Tarragone, Espagne             | (1897-1936), laïc et martyr espagnol. Médecin et maire de sa ville, la profession de sa foi catholique lui coûta la vie au cours de la guerre d'Espagne, assassiné par des miliciens républicains. |
| 3.  |          | Enrique Angelelli                             | 27 avril 2019         | La Rioja, Argentine            | (1923-1976), évêque de La Rioja et martyr. Engagé auprès des plus pauvres, son action est mal reçue par la dictature militaire, qui l'accuse d'être communiste. Après avoir vivement condamné les atrocités du régime, Angelelli reçoit plusieurs menaces avant d'être assassiné dans un accident de voiture déguisé.                                                                                         |
| 4.  |          | Carlos Murias                                 | 27 avril 2019         | La Rioja, Argentine            | (1945-1976), prêtre franciscain argentin et martyr. Fidèle à l'orientation pastorale de son évêque, Enrique Angelelli, il s'engage auprès des plus pauvres et des réprimés de la junte militaire, raison pour laquelle il est torturé puis assassiné. |
| 5.  |          | Gabriel Longueville                           | 27 avril 2019         | La Rioja, Argentine            | (1931-1976), prêtre français et martyr. Missionnaire en Argentine, son action en faveur des plus pauvres et des réprimés de la junte militaire, lui coûte la vie ; il est en effet torturé puis assassiné par la police du régime. |
| 6.  |          | Wenceslao Pedernera                           | 27 avril 2019         | La Rioja, Argentine            | (1936-1976), laïc argentin et martyr. Époux et père de famille, catéchiste, il organise de nombreuses initiatives pour les plus pauvres. Proche d'Enrique Angelelli, il est assassiné devant ses trois filles par la police du régime militaire. |
| 7.  |          | Concepción Cabrera de Armida                  | 4 mai 2019            | Mexico, Mexique                | (1862-1937), épouse et mère de famille mexicaine. Tout en s'occupant de l'éducation de ses enfants, elle se consacra à l'apostolat, fondant les Œuvres de la Croix et participant à la fondation de plusieurs congrégations religieuses dont les Sœurs de la Croix du Sacré-Cœur de Jésus. Elle est connue pour avoir été une grande mystique, et ses écrits sont considérés comme un chef-d'œuvre spirituel. |
| 8.  |          | Guadalupe Ortiz de Landázuri                  | 18 mai 2019           | Madrid, Espagne                | (1912-1975), médecin espagnole. Consacrée de l'Opus Dei, fit de nombreux sacrifices pour son apostolat, s'occupait de la formation chrétienne des jeunes et implanta l'œuvre au Mexique. Professeure de chimie et chercheuse, une maladie du cœur qu'elle supportait depuis plus de 20 ans avec beaucoup de patience et de piété finit par l'emporter.                                                        |
| 9.  |          | Vasile Aftenie et 6 compagnons                | 2 juin 2019           | Blaj, Roumanie                 | Groupe de 7 évêques gréco-catholiques roumains, martyrs. Entre 1950 et 1970, ils succombèrent aux mauvais traitements subis en prison, où ils furent détenus par les autorités communistes pour avoir refusé de rompre avec le pape. Il s'agit de Vasile Aftenie, Ioan Bălan, Tit Liviu Chinezu, Alexandru Rusu, Ioan Suciu, Valeriu Traian Frențiu et du cardinal Iuliu Hossu.                               |
| 10. | framless | Edvige Carboni                                | 15 juin 2019          | Pozzomaggiore, Italie          | (1880-1952), laïque italienne. Connue pour avoir été une grande mystique, elle aurait porté les stigmates et aurait été sujette à de nombreuses visions. En parallèle elle se dévoua aux plus pauvres et supporta de nombreuses souffrances qu'elle offrait pour la conversion des pécheurs. |
| 11. |          | Maria del Carmen Lacaba Andía et 13 compagnes | 22 juin 2019          | Madrid, Espagne                | Groupe 14 religieuses conceptionistes, martyres, qui furent torturées puis fusillées en 1936 à cause de leur état de consacrée, au cours de la guerre d'Espagne. |
| 12. |          | Benedetta Bianchi Porro                       | 14 septembre 2019     | Forlì, Italie                  | (1936-1964), jeune laïque italienne. Son amour des autres la poussa à vouloir devenir médecin, et elle étudia de toutes ses forces malgré une maladie rare qui ne lui laissait pourtant aucun espoir. Devenue paralysée, sa joie de vivre tirée de sa foi profonde impressionnait tous ceux qui venaient la rencontrer dans sa chambre.                                                                       |
| 13. |          | Richard Henkes                                | 15 septembre 2019     | Limburg an der Lahn, Allemagne | (1900-1945), prêtre allemand et martyr. Résistant au nazisme, ses nombreuses activités et notamment ses prédications lui valurent d'être déporté à Dachau, où il se dévoua aux autres jusqu'à la mort. |
| 14. |          | Alfredo Cremonesi                             | 19 octobre 2019       | Crémone, Italie                | (1902-1953), prêtre italien et martyr. Missionnaire en Birmanie pendant 28 ans auprès des karens, il fut assassiné par des militaires au cours de la guerre civile, en haine de la foi chrétienne. |
| 15. |          | Maria Emilia Riquelme y Zayas                 | 9 novembre 2019       | Grenade, Espagne               | (1847-1940), religieuse espagnole. Son souci de faire aimer Dieu et de se dévouer aux plus nécessiteux la poussa à fonder les Sœurs missionnaires du Saint Sacrement et de Marie Immaculée. Elle fut un exemple de renoncement de soi. |
| 16. |          | Victor Emilio Moscoso Cárdenas                | 16 novembre 2019      | Riobamba, Équateur             | (1846-1897), prêtre jésuite équatorien, martyr. Il fut assassiné pendant la Révolution libérale par des miliciens, pour le seul motif d'être prêtre. |
| 17. |          | Donizetti Tavares de Lima                     | 23 novembre 2019      | Tambaú, Brésil                 | (1882-1961), prêtre brésilien. Curé de Tambaú, il s'engagea avec beaucoup de dévouement pour les plus nécessiteux et les ouvriers, et attira à lui les foules à cause de ses charismes (guérisons, lecture des consciences, lévitations pendant la messe). |
| 18. |          | James Alfred Miller                           | 7 décembre 2019       | Huehuetenango, Guatemala       | (1944-1982), Frère des écoles chrétiennes américain et martyr. Missionnaire au Guatemala, il mena plusieurs œuvres pour la jeunesse pauvre, et fut assassiné parce que religieux chrétien au cours de la guerre civile. |

## 2020
| N° | Image | Bienheureux          | Date de béatification | Lieu de béatification | Informations |
| -- | ----- | -------------------- | --------------------- | --------------------- | --- |
| 1. |       | Marie Louise Velotti | 26 septembre 2020     | Naples, Italie        | (1826-1886), religieuse italienne. Favorisée d'une vie mystique, elle vécut dans une grande pauvreté et dut supporter une santé défaillante. Son rayonnement l'amena à fonder les Franciscaines adoratrices de la Sainte Croix.       |
| 2. |       | Olinto Marella       | 4 octobre 2020        | Bologne, Italie       | (1882-1969), prêtre italien. Injustement écarté de la prêtrise pendant 16 ans, il resta obéissant à l'Église. Réhabilité, il organisa diverses œuvres pour les miséreux et les enfants démunis, allant jusqu'à mendier pour eux.      |
| 3. |       | Carlo Acutis         | 10 octobre 2020       | Assise, Italie        | (1991-2006), jeune laïc italien. Remarquable pour sa piété, son amour des autres et ses créations sur internet pour diffuser la foi chrétienne. Il mourut à 15 ans d'une leucémie, en offrant sa vie à Dieu pour l'Église et le pape. |
| 4. |       | Michael J. McGivney  | 31 octobre 2020       | Hartford, États-Unis  | (1852-1890), prêtre américain, fondateur des Chevaliers de Colomb, ayant pour but de favoriser la vie chrétienne des émigrés européens et organiser leur solidarité. Il mourut à la tâche.                                            |
| 5. |       | Joan Roig i Diggle   | 7 novembre 2020       | Barcelone, Espagne    | (1917-1936), jeune martyr espagnol de 19 ans. Il fut assassiné pendant la guerre civile par des miliciens républicains, pour avoir porté l'eucharistie aux personnes privées de la messe.                                             |

## 2021
| N°  | Image | Bienheureux                                 | Date de béatification | Lieu de béatification                | Informations |
| --- | ----- | ------------------------------------------- | --------------------- | ------------------------------------ | --- |
| 1.  |       | Martyrs de Casamari                         | 17 avril 2021         | Veroli, Italie                       | En mai 1799, six moines trappistes de l'abbaye de Casamari furent massacrés par des révolutionnaires français, en voulant protéger l'eucharistie de la profanation.                                                                                         |
| 2.  |       | Martyrs de Quiché                           | 23 avril 2021         | Santa Cruz del Quiché, Guatemala     | Groupe de martyrs, assassinés par des miliciens du régime militaire au Guatemala entre 1980 et 1991, en haine de la foi chrétienne et de leur dévouement aux populations. Il est composé de 3 prêtres missionnaires espagnols et de 7 laïcs.                |
| 3.  |       | José Gregorio Hernández                     | 30 avril 2011         | Caracas, Venezuela                   | (1864-1919), médecin et scientifique vénézuélien. Chercheur et universitaire reconnu, il ne vécut pas pour lui mais fut tout dévoué aux malades et aux pauvres, et mena une vie quasi monastique.                                                           |
| 4.  |       | Rosario Livatino                            | 9 mai 2021            | Agrigente, Italie                    | (1952-1990), juge italien et martyr. Il fut assassiné pour sa lutte contre la mafia sicilienne et la corruption, motivée par sa cohérence avec la foi chrétienne.                                                                                           |
| 5.  |       | François-Marie de la Croix                  | 15 mai 2021           | Rome, Italie                         | (1848-1918), prêtre suisse. Il fonda la Société du Divin Sauveur et les Sœurs du Divin Sauveur. |
| 6.  |       | Maria Colón Gullón Yturriaga et 2 compagnes | 29 mai 2021           | Astorga, Espagne                     | Martyres espagnoles, exécutées le 28 octobre 1936 par les républicains dans l'hôpital où elles officiaient comme infirmières, pour avoir refusé de renier leur foi chrétienne, en échange de quoi elles auraient été libérées.                              |
| 7.  |       | Maria Laura Mainetti                        | 6 juin 2021           | Chiavenna, Italie                    | (1939-2000), religieuse italienne des Filles de la Croix. Enseignante à Chiavenna, elle fut massacrée par trois jeunes filles au cours d'un rite satanique. Elle pardonna à ses meurtrières avant de mourir.                                                |
| 8.  |       | Mamerto Esquiú                              | 4 septembre 2021      | San José de Piedra Blanca, Argentine | (1826-1883), évêque argentin. Religieux franciscain, il s'illustra par ses prédications et lança de nombreuses œuvres sociales. Il fut évêque de Cordobà les trois dernières années de sa vie.                                                              |
| 9.  |       | Stefan Wyszyński                            | 12 septembre 2021     | Varsovie, Pologne                    | (1901-1981), Primat de Pologne, archevêque de Gniezno et de Varsovie. Il combattit le régime communiste avec courage pour défendre la population opprimée et la liberté de la foi catholique, ce qui lui valut plusieurs années de prison et des pressions. |
| 10. |       | Róża Czacka                                 | 12 septembre 2021     | Varsovie, Pologne                    | (1876-1961), religieuse polonaise. Aveugle, elle fonde une congrégation destinée aux personnes atteintes de ce même handicap, les Franciscaines servantes de la Croix, et mène une vie dévouée aux autres.                                                  |
| 11. |       | Giovanni Fornasini                          | 26 septembre 2021     | Bologne, Italie                      | (1915-1944), prêtre italien, martyr. Vicaire de paroisse, il fut assassiné par des nazis à cause de son zèle sacerdotal, notamment auprès des jeunes. |
| 12. |       | Gaetana Tolomeo                             | 3 octobre 2021        | Catanzaro, Italie                    | (1936-1997), laïque italienne. Immobilisée pendant 60 ans à cause d'un handicap, elle offrit ses souffrances à Dieu pour les personnes en difficulté, et fut recherchée pour ses conseils et sa prière.                                                     |
| 13. |       | Mariantonia Samà                            | 3 octobre 2021        | Catanzaro, Italie                    | (1875-1953), vierge italienne. Paralysée pendant 57 ans, elle supporta son handicap avec foi et s'offrit à Dieu pour le salut des âmes. Connue comme la moniale de San Bruno, elle recevait tous ceux qui avaient besoin de conseils et de prières.         |
| 14. |       | Marie Laurence Longo                        | 9 octobre 2021        | Naples, Italie                       | (1463-1543), religieuse italienne. Devenue veuve, elle s'adonna aux œuvres de charité, en fondant l'Hôpital des incurables. Favorisée d'une intense vie mystique, elle se retira au couvent et créa les clarisses capucines.                                |
| 15. |       | Francesco Mottola                           | 10 octobre 2021       | Tropea, Italie                       | (1901-1969), prêtre italien. Formateur du clergé et confesseur recherché, il fut aussi le fondateur de l'Institut des Oblats du Sacré-Cœur, pour le soin des sans-abris et des marginaux. Il est surnommé la perle du clergé calabrais.                     |
| 16. |       | Juan Elias Medina et 126 compagnons         | 16 octobre 2021       | Cordoue, Espagne                     | Groupe de prêtres, de religieuses et de laïcs espagnols, martyrs. Ils furent arrêtés et mis à mort par des miliciens républicains entre 1936 et 1939, du fait d'être catholiques.                                                                           |
| 17. |       | Lucia Ripamonti                             | 23 octobre 2021       | Brescia, Italie                      | (1909-1954), religieuse italienne, des Servantes de la Charité. Elle mena une vie humble et dévouée, et succomba à la maladie après s'être offerte à Dieu pour le salut des pécheurs et la sanctification des prêtres.                                      |
| 18. |       | Sandra Sabattini                            | 24 octobre 2021       | Rimini, Italie                       | (1961-1984), jeune laïque italienne. Membre de la Communauté Jean XXIII, elle prit une part active dans le service des handicapés et des personnes marginalisées, et rayonna par sa foi chrétienne auprès des personnes qu'elle rencontrait.                |
| 19. |       | Francesco Cástor Sojo et trois compagnons   | 30 octobre 2021       | Tortosa, Espagne                     | Prêtres ouvriers espagnols, martyrisés à cause de leur état sacerdotal entre 1936 et 1938. |
| 20. |       | Benedicto de Gramenet et 2 compagnons       | 6 novembre 2021       | Manrèse, Espagne                     | Trois prêtres capucins martyrs. Ils furent assassinés en 1936 par des miliciens républicains, à cause de leur état de religieux. |
| 21. |       | Jan Franciszek Macha                        | 20 novembre 2021      | Katowice, Pologne                    | (1914-1942), prêtre polonais et martyr. Sous l'occupation allemande, il redoubla d'activités pour soutenir matériellement et spirituellement la population, raison pour laquelle il fut torturé puis décapité par les nazis.                                |

## 2022
| N°  | Image    | Bienheureux                                | Date de béatification | Lieu de béatification                 | Informations |
| --- | -------- | ------------------------------------------ | --------------------- | ------------------------------------- | --- |
| 1.  |          | Rutilio Grande                             | 22 janvier 2022       | San Salvador, Salvador                | (1928-1977), prêtre salvadorien, martyr. Engagé auprès des plus pauvres, défenseur des paysans, il fut assassiné par un escadron de la mort. Il était un proche de saint Oscar Romero. |
| 2.  |          | Manuel Solórzano                           | 22 janvier 2022       | San Salvador, Salvador                | (1905-1977), laïc et martyr salvadorien. Collaborateur du P. Rutilio Grande, il fut tué avec lui par les escadrons de la mort. |
| 3.  |          | Nelson Rutilio Lemus                       | 22 janvier 2022       | San Salvador, Salvador                | (1960-1977), jeune laïc et martyr salvadorien. Compagnon du P. Rutilio Grande, il fut tué avec lui par les escadrons de la mort, à 16 ans. |
| 4.  |          | Cosma Spessotto                            | 22 janvier 2022       | San Salvador, Salvador                | (1923-1980), prêtre franciscain italien. Missionnaire au Salvador, il fut assassiné par la police du régime pour avoir continué ses activités sacerdotales auprès des pauvres. |
| 5.  |          | Cayetano Giménez Martín et 15 compagnons   | 26 février 2022       | Grenade, Espagne                      | Groupe de martyrs, composé de prêtres et de laïcs, qui furent assassinés en 1936 par les miliciens républicains, à cause de la foi catholique. |
| 6.  |          | Mario Ciceri                               | 30 avril 2022         | Milan, Italie                         | (1900-1945), prêtre italien. Curé de paroisse, il vint en aide à de nombreux juifs et aux populations sinistrées par la guerre. Il offrit sa vie à Dieu pour la fin de la guerre et mourut peu après dans un accident. |
| 7.  | framless | Armida Barelli                             | 30 avril 2022         | Milan, Italie                         | (1882-1952), laïque italienne. Tertiaire franciscaine, elle dirigea l'Action catholique féminine et fonda l'Institut des missionnaires du Règne social du Christ. |
| 8.  |          | María Agustina Rivas López                 | 7 mai 2022            | La Florida, Pérou                     | (1920-1990), religieuse péruvienne martyre. Elle fut assassinée par le parti du « Sentier lumineux » à cause de son engagement en faveur des populations indigènes. |
| 9.  |          | Pauline Jaricot                            | 22 mai 2022           | Lyon, France                          | (1799-1862), laïque consacrée française. Elle fut la fondatrice de l'Œuvre de la Propagation de la Foi, destinée à soutenir financièrement et spirituellement les missions, et qui fut un succès phénoménal. Elle créa également les groupes du Rosaire vivant. Malgré ses œuvres, elle mourut seule et indigente, après voir été écartée. |
| 10. |          | Luigi Lenzini                              | 28 mai 2022           | Modène, Italie                        | (1881-1945), prêtre italien et martyr. Curé dans le diocèse de Modène, il fut assassiné par des partisans communistes parce qu'il était prêtre et qu'il prêchait la fin des règlements de compte. |
| 11. |          | Léonard Melki                              | 4 juin 2022           | Beyrouth, Liban                       | (1881-1915), prêtre capucin libanais, martyr. Au cours du génocide arménien, il fut arrêté et contraint d'embrasser l'islam. Refusant, il fut longuement torturé avant d'être exécuté. |
| 12. |          | Thomas Saleh                               | 4 juin 2022           | Beyrouth, Liban                       | (1879-1917), prêtre capucin libanais, martyr. Au cours du génocide arménien, il fut arrêté et contraint de rejeter sa foi chrétienne. Refusant, il fut longuement torturé avant d'être exécuté. |
| 13. |          | Maria Magdalena Jahn (en) et ses compagnes | 11 juin 2022          | Wrocław, Pologne                      | (+ 1945), martyres. Groupe de 10 religieuses polonaises, qui furent massacrées par les soviétiques à cause de leur état religieux. |
| 14. |          | Angelo Marina Álvarez et 19 compagnons     | 18 juin 2022          | Séville, Espagne                      | Groupe de dominicains, martyrs en 1936, au cours de la guerre d'Espagne, à cause de leur état religieux. |
| 15. |          | Giovanni Aguilar Donis et 5 compagnons     | 18 juin 2022          | Séville, Espagne                      | Groupe de dominicains, martyrs en 1936, au cours de la guerre d'Espagne, en raison de leur statut de chrétiens et de personnes consacrées. |
| 16. |          | Isabel Sánchez Romero (en)                 | 18 juin 2022          | Séville, Espagne                      | (1861-1937) religieuse. Pendant la guerre d'Espagne, elle a subi le martyre. Ses dernières paroles furent : « Vive le Christ Roi ! » |
| 17. |          | Pedro Ortiz de Zárate                      | 2 juillet 2022        | San Ramón de la Nueva Orán, Argentine | (1626-1683), prêtre argentin et martyr. Envoyé prêcher la foi chrétienne chez les indigènes, il fut cruellement torturé puis mit à mort par ceux qui refusaient le Christ. |
| 18. |          | Giovanni Antonio Solinas                   | 2 juillet 2022        | San Ramón de la Nueva Orán, Argentine | (1643-1683), prêtre jésuite italien et martyr. Missionnaire en Argentine, il fut envoyé chez les indigènes où il fut torturé et mit à mort par les païens. |
| 19. |          | Philipp Jeningen                           | 16 juillet 2022       | Ellwangen, Allemagne                  | (1642-1704), prêtre jésuite allemand. Apôtre et évangélisateur des campagnes bavaroises, il attira les foules par ses talents de prédicateur et ses dons surnaturels. |
| 20. |          | Jean-Paul Ier                              | 4 septembre 2022      | Vatican                               | (1912-1978), pape. D'abord évêque de Vittorio Veneto puis patriarche de Venise, il fut un pasteur exemplaire par ses vertus, son zèle et sa pauvreté. Élu pape en 1978, son règne ne dura que 33 jours, mais il laissa un profond souvenir.                                                                                                |
| 21. |          | Maria Costanza Panas                       | 9 octobre 2022        | Fabriano, Italie                      | (1896-1963), religieuse Clarisse italienne. Elle fut constamment élue abbesse par ses sœurs. Sa recherche quotidienne de la perfection, sa ferveur et sa maternité spirituelle faisaient l'édification de tous. |
| 22. |          | Giuseppe Bernardi                          | 16 octobre 2022       | Boves, Italie                         | (1897-1943), curé, prêtre et martyr italien, il fut assassiné par les forces SS alors qu’il cherchait à apporter aide et réconfort à la population. |
| 23. |          | Mario Ghibaudo (it)                        | 16 octobre 2022       | Boves, Italie                         | (1920-1943), vicaire, prêtre et martyr italien, il fut assassiné par les forces SS alors qu’il cherchait à apporter aide et réconfort à la population. |
| 24. |          | Vicente Renuncio et 11 compagnons          | 22 octobre 2022       | Madrid, Espagne                       | (+ 1936). Groupe de rédemptoristes martyrs, torturés et tués pendant la guerre civile à cause de leur état de religieux. |
| 25. |          | Benigna Cardoso da Silva                   | 24 octobre 2022       | Crato, Brésil                         | (1928-1941), jeune laïque brésilienne, martyre de la pureté. Elle fut poignardée à 13 ans par un jeune homme, pour avoir préféré conserver sa virginité pour Dieu. |
| 26. |          | Maria Berenice Duque Heckner               | 29 octobre 2022       | Medellín, Colombie                    | (1898-1993), religieuse colombienne. Pendant 33 ans elle fut enseignante au sein d'une congrégation, avant de fonder la sienne, les Sœurs de l'Annonciation, dans le but de se consacrer plus spécialement aux orphelins, drogués et prostituées.                                                                                          |
| 27. |          | Maria Carola Cecchin                       | 5 novembre 2022       | Meru, Kenya                           | (1877-1925), religieuse italienne de la Congrégation de les Sœurs de Saint Joseph Benoît Cottolengo. Missionnaire au Kenya, elle travailla jusqu'à l'épuisement au service de la population (par soins médicaux, catéchisme). Elle mourut lors de son retour en Italie.                                                                    |
| 28. |          | Giuseppe Ambrosoli                         | 20 novembre 2022      | Kalongo, Ouganda                      | (1923-1987), prêtre italien. Missionnaire en Ouganda, il assista la population comme chirurgien et gynécologue pendant plus de 30 ans. Réputé comme médecin des corps et des âmes, il fit preuve d'un dévouement radical jusqu'à sa mort.                                                                                                  |
| 29. |          | Isabel Cristina Mrad Campos                | 10 décembre 2022      | Brésil                                | (1962-1982), laïque brésilienne, martyre de la pureté. Active dans sa foi chrétienne et assidue à la chasteté, elle préféra mourir plutôt que céder sa virginité à son agresseur lors d'une tentative de viol. |

## 2023
| N°  | Image | Bienheureux                                      | Date de béatification | Lieu de béatification | Informations |
| --- | ----- | ------------------------------------------------ | --------------------- | --------------------- | --- |
| 1.  |       | Henri Planchat                                   | 22 avril 2023         | Paris, France         | (1823-1871), prêtre français et martyr. Cet aumônier de patronage fut pris en otage et fusillé lors de la Commune de Paris, à cause de son état sacerdotal.                                                                                         |
| 2.  |       | Ladislas Redigue                                 | 22 avril 2023         | Paris, France         | (+ 1871), prêtres français et martyrs. Ils furent pris en otage et fusillés lors de la Commune de Paris, à cause de leur état sacerdotal. |
| 3.  |       | Polycarpe Tuffier                                | 22 avril 2023         | Paris, France         | (+ 1871), prêtres français et martyrs. Ils furent pris en otage et fusillés lors de la Commune de Paris, à cause de leur état sacerdotal. |
| 4.  |       | Marcellin Rouchouze                              | 22 avril 2023         | Paris, France         | (+ 1871), prêtres français et martyrs. Ils furent pris en otage et fusillés lors de la Commune de Paris, à cause de leur état sacerdotal. |
| 5.  |       | Frézal Tardieu                                   | 22 avril 2023         | Paris, France         | (+ 1871), prêtres français et martyrs. Ils furent pris en otage et fusillés lors de la Commune de Paris, à cause de leur état sacerdotal. |
| 6.  |       | Conchita Barrecheguren                           | 6 mai 2023            | Grenade, Espagne      | (1905-1927), jeune laïque espagnole. Elle vécut dans un esprit de sacrifice toute une série de maladies, en offrant ses souffrances pour le salut des âmes et la conversion des pécheurs.                                                           |
| 7.  |       | Jacinto Vera                                     | 6 mai 2023            | Montevideo, Uruguay   | (1813-1881), évêque de Montevideo. Il fut un énergique pasteur des âmes, et reste considéré comme le père de l'Église d'Uruguay pour toutes les œuvres qu'il mit en place pour la vie chrétienne de la population et l'édification du clergé local. |
| 8.  |       | Elisabetta Martinez                              | 25 juin 2023          | Lecce, Italie         | (1905-1991), religieuse italienne, fondatrice des Filles de Sainte Marie de Leuca, pour aider les mères célibataires et accompagner les femmes en prison. Elle fut un exemple de vie religieuse et de don total aux autres.                         |
| 9.  |       | Jozef et Wiktoria Ulma et leurs 7 enfants        | 10 septembre 2023     | Markowa, Pologne      | (+ 1944), martyrs. Cette famille polonaise fut massacrée le 24 mars 1944 par les nazis, pour avoir caché des juifs, poussés par leur charité chrétienne. Parmi leurs 7 enfants, le dernier était encore dans le ventre de sa mère.                  |
| 10. |       | Giuseppe Beotti                                  | 30 septembre 2023     | Plaisance, Italie     | (1912-1944), prêtre italien, martyr. Connu pour son activité caritative et pastorale au milieu de la Seconde Guerre. Dans un dernier geste, il bénit ses assassins avant d'être tué à l'intérieur de l'église où il était curé.                     |
| 11. |       | Manuel González-Serna Rodríguez et 19 compagnons | 18 novembre 2023      | Séville, Espagne      | (+ 1936). Groupe de prêtres diocésains, séminaristes, laïcs martyrs, tués pendant la guerre civile à cause de leur état de religieux. |
| 12. |       | Eduardo Francisco Pironio                        | 16 décembre 2023      | Luján, Argentine      | (1920-1998), cardinal argentin de la Curie romaine et président du Conseil pontifical pour les laïcs de 1984 à 1996, au titre duquel il est l'un des créateurs des Journées mondiales de la jeunesse.                                               |

## 2024
| N°  | Image | Bienheureux                                                            | Date de béatification | Lieu de béatification                   | Informations |
| --- | ----- | ---------------------------------------------------------------------- | --------------------- | --------------------------------------- | --- |
| 1.  |       | Guy de Montpellier                                                     | 18 mai 2024           | (béatification équipollente)            | (1160-1208), prêtre français, fondateur de l'ordre des Hospitaliers du Saint-Esprit et de la confrérie du Saint Esprit. Par le motu proprio Fide incensus. |
| 2.  |       | Giuseppe Rossi                                                         | 26 mai 2024           | Novara, Italie                          | (1912-1945), jeune prêtre italien martyr. Malgré la férocité des combats sur sa paroisse lors de la seconde guerre mondiale, il ne quitta jamais la population qui lui avait été confié. Il fut enlevé et martyrisé par les fascistes. |
| 3.  |       | Michał Rapacz                                                          | 15 juin 2024          | Cracovie, Pologne                       | (1904-1946), prêtre polonais qui a servi comme administrateur paroissial à Płoki jusqu'à ce qu'il soit martyrisé par une milice communiste. |
| 4.  |       | Étienne Douaihy                                                        | 2 août 2024           | Bkerké, Liban ,                         | (1630-1704), patriarche d’Antioche des Maronites. Il est considéré comme l'un des plus grands historiens libanais du XVIIe siècle et a reçu plusieurs titres, dont « Le Second Chrysostome ». |
| 5.  |       | Luigi Carrara, Giovanni Didonè, Vittorio Faccin et Albert Joubert (ln) | 18 août 2024          | Uvira, République démocratique du Congo | († 1964), missionnaires et martyrs au Congo. Trois italiens et un congolais, qui furent massacrés par des guérilleros en haine de la foi chrétienne, tandis qu'ils étaient restés fidèles dans leur mission malgré le risque pour leur vie. |
| 6.  |       | Ján Havlík                                                             | 31 août 2024          | Šaštín-Stráže, Slovaquie                | (1928-1965), séminariste slovaque et martyr. Entré chez les lazaristes, il se formait en vue de la prêtrise lorsqu'il fût arrêté par le régime communiste, subissant une longue incarcération de 14 ans, avec de telles tortures et mauvais traitements qu'il mourut peu de temps après sa libération. Aucun sévice n'avait toutefois pu arriver à bout de son désir de devenir prêtre.              |
| 7.  |       | Moisés Lira Serafín                                                    | 14 septembre 2024     | Mexico, Mexique                         | (1893-1950), prêtre mexicain, apôtre de la mission dans les campagnes après les persécutions anticléricales, fondateur des Sœurs missionnaires de la Charité de Marie Immaculée. |
| 8.  |       | Anne de Jésus                                                          | 29 septembre 2024     | Bruxelles, Belgique                     | (1545-1621), religieuse carmélite espagnole. Proche collaboratrice de sainte Thérèse d'Avilà et connue pour sa vie mystique, elle favorisa la diffusion de la réforme du Carmel en Europe, par la fondation de couvents en France, Belgique et Pays-Bas. |
| 9.  |       | José Torres Padilla                                                    | 9 novembre 2024       | Séville, Espagne                        | (1811-1878), prêtre espagnol. Professeur de théologie, confesseur recherché, il contribua à la fondation des Sœurs de la compagnie de la Croix. Il était surnommé "le saint" à Séville. |
| 10. |       | Mati Paliq                                                             | 16 novembre 2024      | Scutari, Albanie                        | (1877-1913), prêtre franciscain albanais. En 1913, les persécutions contre les Albanais catholiques ont commencé. Il commença à rendre visite aux fidèles répartis dans différents villages, pour les fortifier dans leur foi, mais il a fini par être arrêté et torturé. Après plusieurs humiliations, il fut étranglé à mort et son corps transpercé à coups de baïonnette.                        |
| 11. |       | Gjon Hiluk Gazulli                                                     | 16 novembre 2024      | Scutari, Albanie                        | (1893-1927), prêtre albanais. En 1925, Gazulli est devenu célèbre pour son soutien à la rébellion antigouvernementale qui a eu lieu entre décembre 1926 et janvier 1927, à la suite du retour d'Ahmet Zogu au gouvernement arménien. La révolte a été réprimée par les troupes musulmanes, aboutissant à son arrestation et à sa pendaison. Dans ses derniers instants, il exalta la foi catholique. |
| 12. |       | Max Josef Metzger                                                      | 17 novembre 2024      | Fribourg-en-Brisgau, Allemagne          | (1887-1944), prêtre allemand. Fondateur de la Société du Christ-Roi, il fut un artisan actif de la paix en Europe et un résistant au nazisme. Après une longue traque, il est finalement arrêté et fusillé. |
| 13. |       | Gaietà Clausellas Ballvé et Antoni Tort Reixachs                       | 23 novembre 2024      | Barcelone, Espagne                      | (+ 1936), le premier prêtre et le second père de famille, ils furent torturés et tués par des miliciens républicains lors de la guerre civile espagnole, en haine de la religion catholique. |
| 14. |       | Juana de la Cruz                                                       | 25 novembre 2024      | (béatification équipollente)            | (1481-1534), religieuse franciscaine tertiaire qui a reçu les stigmates. Elle fut abbesse et conseillère de l'Empire espagnol, mourant avec une réputation de sainteté. |

## 2025
| N° | Image | Futur bienheureux | Date de la béatification | Lieu         | Informations |
| -- | ----- | ----------------- | ------------------------ | ------------ | --- |
| 1. |       | Jean Merlini      | 12 janvier 2025          | Rome, Italie | (1795-1873), prêtre italien, prédicateur de missions populaires, supérieur général des missionnaires du Précieux-Sang, exemple de vie sacerdotale, conseiller de Pie IX et propagateur du culte au Précieux Sang. |

## Reportée
- Fulton Sheen (1895-1979), archevêque américain, télévangeliste. Béatification devait être célébrée le 21 décembre 2019 ; a été reportée sine die.